# Vallègue
Vallègue é uma comuna francesa na região administrativa da Occitânia, no departamento do Alto Garona. Estende-se por uma área de 4.18 km², com 522 habitantes, segundo o censo de 2018, com uma densidade de 120 hab/km².